# David Leisterh
 (novembre 2019).
David Leisterh est un homme politique belge, président de l'antenne bruxelloise du Mouvement Réformateur (MR). Député au Parlement régional bruxellois depuis le 11 juin 2019, Président du CPAS de Watermael-Boitsfort de 2012 à 2024 et Bourgmestre de Watermael-Boitsfort depuis 2024, il est également lecteur en langues modernes à l'Université Saint-Louis - Bruxelles depuis 2006.

## Biographie
David Leisterh est né le 19 avril 1984 à Liège. Son père était enseignant et sa mère garde-malade.

### Lecteur en langues modernes
David Leisterh est diplômé en traduction. Il enseigne les langues modernes depuis 2006 à l'Université Saint-Louis - Bruxelles.

### Conseiller auprès de Didier Reynders
David Leisterh a été conseiller en affaires sociales au Cabinet du Vice-Premier Ministre et Ministre des affaires étrangères, Didier Reynders pendant sept ans.

### Mandats électifs
Depuis les élections communales de 2012, David Leisterh occupe le mandat de Président du CPAS de Watermael-Boitsfort,. Il a été élu député au Parlement de la région de Bruxelles-Capitale le 11 juin 2019. Au Parlement bruxellois, David Leisterh est présent dans plusieurs commissions.

## Mouvement Réformateur
De 2017 à février 2020, David Leisterh est Vice-Président du MR Bruxellois.
Depuis le 20 février 2020, il est aussi Président de la Régionale MR de Bruxelles et de la Périphérie. Les membres MR de la Régionale l'ont élu avec 66% de voix,
En 2022, Il se positionne comme l'un des défenseurs d'un texte interdisant l'abattage rituel sans étourdissement à Bruxelles,.
En septembre 2022, il se rend à un voyage diplomatique à Laâyoune sur invitation et au frais du Parlement marocain avec David Weytsman, Clémentine Barzin et Gaëtan Van Goidsenhoven. François De Smet, dénonce “une erreur politique” des élus libéraux qui placent en “porte-à-faux” la diplomatie belge.